# INA d.d.

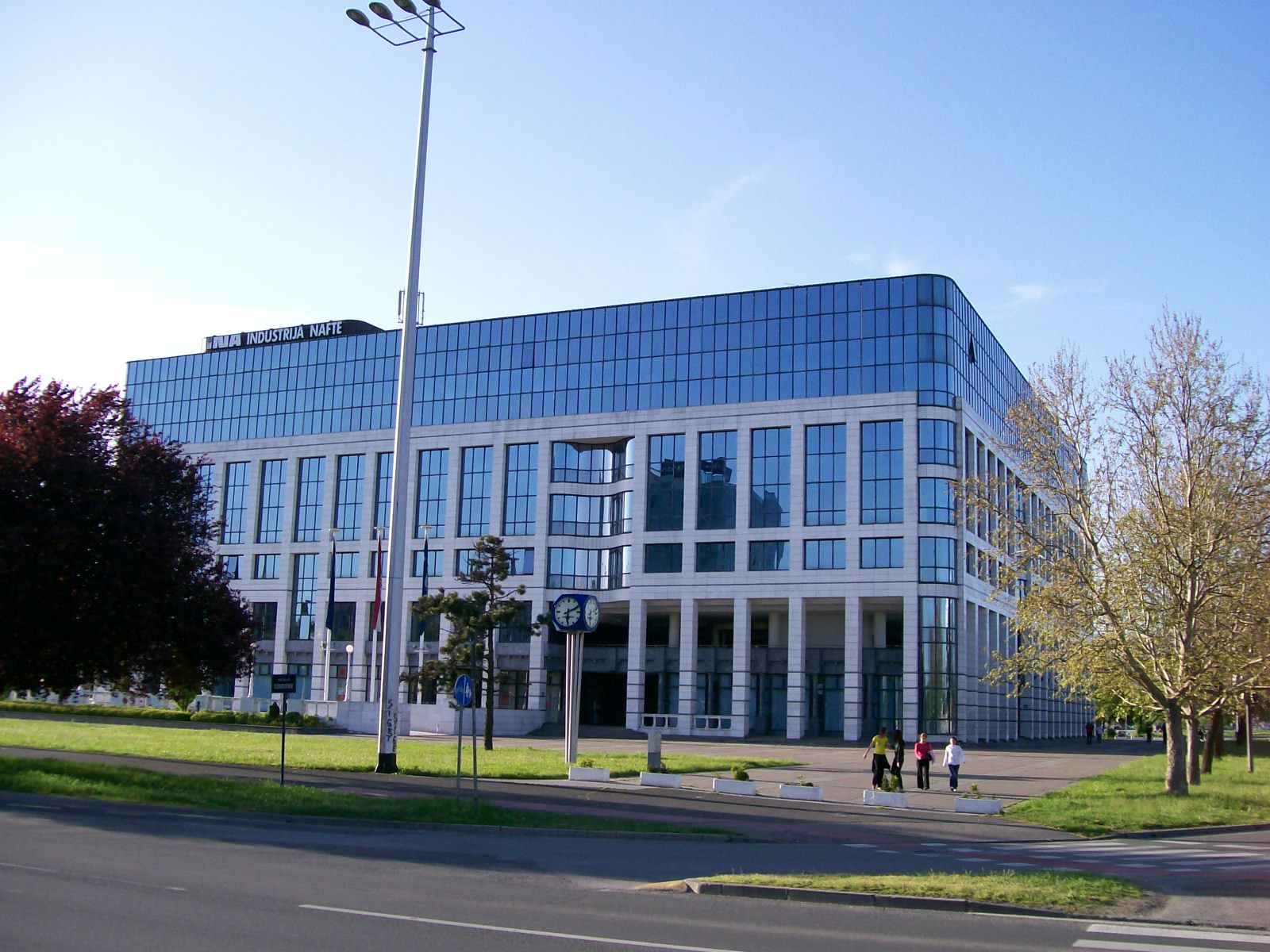
INA sede, em Zagreb

INA-Industrija nafte, d.d. (INA, d.d.) é uma companhia petrolífera, sediada em Zagreb, Croácia.

## História
A companhia foi estabelecida em 1964.